# 삼행시
삼행시는 언어 유희의 하나이다. 삼행시로 표기하는 것이 보통이지만 N행시라고 표기하기도 하며 때에 따라서 삼(3) 부분의 숫자를 바꿔서 이행시 또는 사행시라고도 한다. 일본에서는 오십음의 첫 머리인 あ행을 따서 아이우에오 작문(あいうえお作文)이라고 한다.
주제가 되는 단어의 각 문자(예를 들면 인명이나 사물의 이름 등)를 각 구의 머리글자에 놓고 문장을 만든다. 이합체시와 거의 같은 규칙이지만 글자수 제한이 따로 걸려 있지 않은 점이 다르다.

## 예시
김우빈
- 김: 김씨의 이번
- 우: 우승 상품은
- 빈: 빈 여행 당일치기

ゆうひ 유우히[*]→석양
- ゆ 유[*]: 優勝賞品 しょうひん[*]は 유쇼쇼힌와[*]→우승 상품은
- う 우[*]: ウィーン旅行 윈료코[*]→빈 여행
- ひ 히[*]: 日帰りで 히가에리데[*]→당일치기로

## 세칙
대한민국
- 주제 중에서 초성이 ‘ㄴ’이거나 ‘ㄹ’일 때에는 경우에 따라서 두음법칙을 적용해서 각각 ‘ㅇ’, ‘ㄴ’으로 바꿔서 말한다.
- 주제 중에서 문장을 이어나가기 모호한 경우에는 그것과 비슷한 발음으로 이어나가는 경우가 많다. 예를 들면, 트와이스의 ‘스’를 앞 문장과 이어질 수 있게 ‘스릉한다’(사랑한다)라는 표현이나 유재석의 ‘석’을 ‘석다’(썪다)라고 표현하는 경우이다.

일본
- 주제는 보통 히라가나로 주어진다. 정식으로는 한자나 가타카나로 쓰이는 단어도 히라가나로 열린 형태의 주제가 된다. 행시는 한자나 가타카나로 시작되고 있어도 히라가나로 생각해서 주제와 일치하면 좋다.
- 주제 중에서 가나를 작게 표기하는 스테가나(ゃ, ゅ, ょ, っ)는 원래 크기(や, ゆ, よ, つ)와 같이 생각하면 되며 장음 기호(ー)는 발음에 따라서 あ행의 가나를 적절하게 사용하면 된다. 하지만 이렇게 해도 발음(ん)으로 시작되는 단어는 없기 때문에 발음(ん)을 포함하는 단어는 주제로는 사용할 수 없다. 단, 발음(ん)으로 시작되는 구를 억지로 답하는 것도 있다.
- 작은 가나, 장음(ー), 발음(ん) 등은 앞의 가나와 이어져서 하나의 문자로 취급하는 경우도 있다. 예를 들면 ‘オリンピック 오린핏쿠[*]→올림픽’을 ‘お 오[*]’, ‘りん 린[*]’, ‘ ぴっ[*]’, ‘く 쿠[*]’로 할 수 있다.
- ‘うなぎ 우나기[*]→뱀장어’라는 주제로 시작할 때 ‘うなぎが 우나기가[*]……’라고 하는 것처럼 재귀 약자적인 답은 언어 유희로의 재미가 줄기 때문에 권장하지 않는다.

## N행시로 저명한 인물 · 작품
- 박명수: N행시의 달인이라고 자칭하고 있다.
- 하카타 하나마루: R-1 그랑프리 2006에서 코다마 키요시의 흉내를 내면서 행시를 보여서 우승했다.
- 윳타리칸: 행시를 사용한 만담을 가지며 개그 소재로 하고 있다.
- 샤먼 시스터즈: 애니메이션 방송이다. 다음화 예고를 다음화의 주제명의 행시로 하는 것이 보통이다.
- Pengram[깨진 링크(과거 내용 찾기)]: N행시로 교류하는 일본의 SNS 사이트이다.

## 같이 보기
- 배크로님
- 이합체시